# Burning Rain
Burning Rain — американская хард-рок-группа, основанная гитаристом Дагом Олдричем (экс-Lion, Bad Moon Rising, в дальнейшем — Dio, Whitesnake) и певцом Китом Сент-Джоном (экс-Medicine Wheel, Sun King, Big Trouble, St. John) в 1998 году. Также в состав группы вошли сессионный барабанщик Алекс Макарович (записывался со Steelheart) и бас-гитарист Йен Майо (экс-Hericane Alice и Bangalore Choir, также играл с Олдричем в Bad Moon Rising). Периодически с группой сотрудничал клавишник Эдвард Рот (Impellitteri).
Дебютный альбом «Burning Rain» был выпущен в марте 1999 года японским лейблом «Pony Canyon». Второй альбом «Pleasure to Burn» вышел в сентябре 2000 года (также на «Pony Canyon»). В июле 1999 года Burning Rain провели короткий, но успешный тур по Японии, откуда известия о новой группе дошли до Европы. Результатом стал контракт с английским лейблом «Z Records», который переиздал оба альбома Burning Rain для европейского рынка. 6 мая 2001 года Burning Rain выступили в Манчестере на фестивале «Z-Rock», который спонсировался лейблом. Вместо Макаровича, который покинул группу месяцем раньше, за барабанами сидел Джеки Рамос (экс-Hericane Alice, Bangalore Choir, Bad Moon Rising).
В начале 2002 года Даг Олдрич присоединился к группе Dio, а в конце 2002 года также официально вошел в состав Whitesnake. Кит Сент-Джон, в свою очередь, был заявлен вокалистом в возрожденной группе Montrose. В связи с этим Burning Rain приостановили свою деятельность. Тем не менее, официального заявления о роспуске группы не было, и формально она существует до сих пор. В октябре 2004 года Burning Rain подписали контракт с итальянским лейблом «Frontiers Records» на выпуск нового студийного альбома, который, однако, так и не вышел. В 2007 году Олдрич и Сент-Джон работали над новыми треками Burning Rain, которые также не увидели свет.
В настоящее время Даг Олдрич не является постоянным гитаристом Whitesnake. Кит Сент-Джон в 2009 году участвовал в качестве приглашенного вокалиста в записи альбома экс-гитариста канадской группы Heart Ховарда Лиса «Secret Weapon».
В начале 2013 года Олдрич объявил о возрождении группы и выходе 21 мая 2013 года нового альбома "Epic Obsession". Прокомментировал он решение так: "Мне кажется, у нас есть несколько песен, которые не пройдут незамеченными. Мы используем мелодик-блюз-роковый подход к саунду. Это единственное, что я делал вне WHITESNAKE в последние 10 лет".

## Состав
- Doug Aldrich — гитара
- Keith St. John — вокал
- Ian Mayo — бас-гитара
- Alex Makarovich/Jackie Ramos — ударные
- Edward Roth — клавишные

## Дискография
- 1999 — «Burning Rain»
- 2000 — «Pleasure to Burn»
- 2013 — «Epic Obsession»